# 星野真生
星野 真生（ほしの まお、2003年12月1日 - ）は、愛知県幡豆郡吉良町（現：西尾市）出身のプロ野球選手（内野手・育成選手）。右投右打。中日ドラゴンズ所属。

## 経歴

### プロ入り前
吉良町立荻原小学校（現：西尾市立荻原小学校）1年生の時に軟式野球を始め、西尾市立吉良中学校では三州ボーイズに所属した。
豊橋中央高校に進学すると、1年夏からレギュラーの座をつかむ。高校の1学年上に中川拓真がいる。
2021年10月11日に行われたドラフト会議で、中日ドラゴンズから5位指名を受ける。11月18日に契約金3000万円、年俸540万円で契約合意した。背番号は56。

### 中日時代
2022年は、二軍で56試合に出場し、打率.149、18安打、5打点の成績だった。同年オフには、推定年俸は現状維持の540万円で契約更改した。
2023年は、二軍で47試合に出場し、打率.205、17安打、1本塁打、6打点の成績だった。5月に左の有鉤骨を骨折し、約2か月間戦線を離脱していた。10月31日、育成選手として再契約することを前提とした戦力外通告を受けた。11月16日の契約更改交渉では現状維持の推定年俸540万円でサインした。背番号は207。
2024年4月26日、兵庫県尼崎市内の病院で内視鏡下椎間板摘出術を受けた。実戦復帰後も安打を放つことはできず、二軍での出場は6試合にとどまった。

## 選手としての特徴
高校通算25本塁打の打撃力と、50メートル6.2秒台、遠投110mの抜群の身体能力が特徴。

## 人物
トランプタワーを作ることが得意であり、仮契約の会見でもその腕を披露した。

## 詳細情報

### 背番号
- 56（2022年[5] - 2023年）
- 207（2024年[12] - ）